# Herodes Atticus

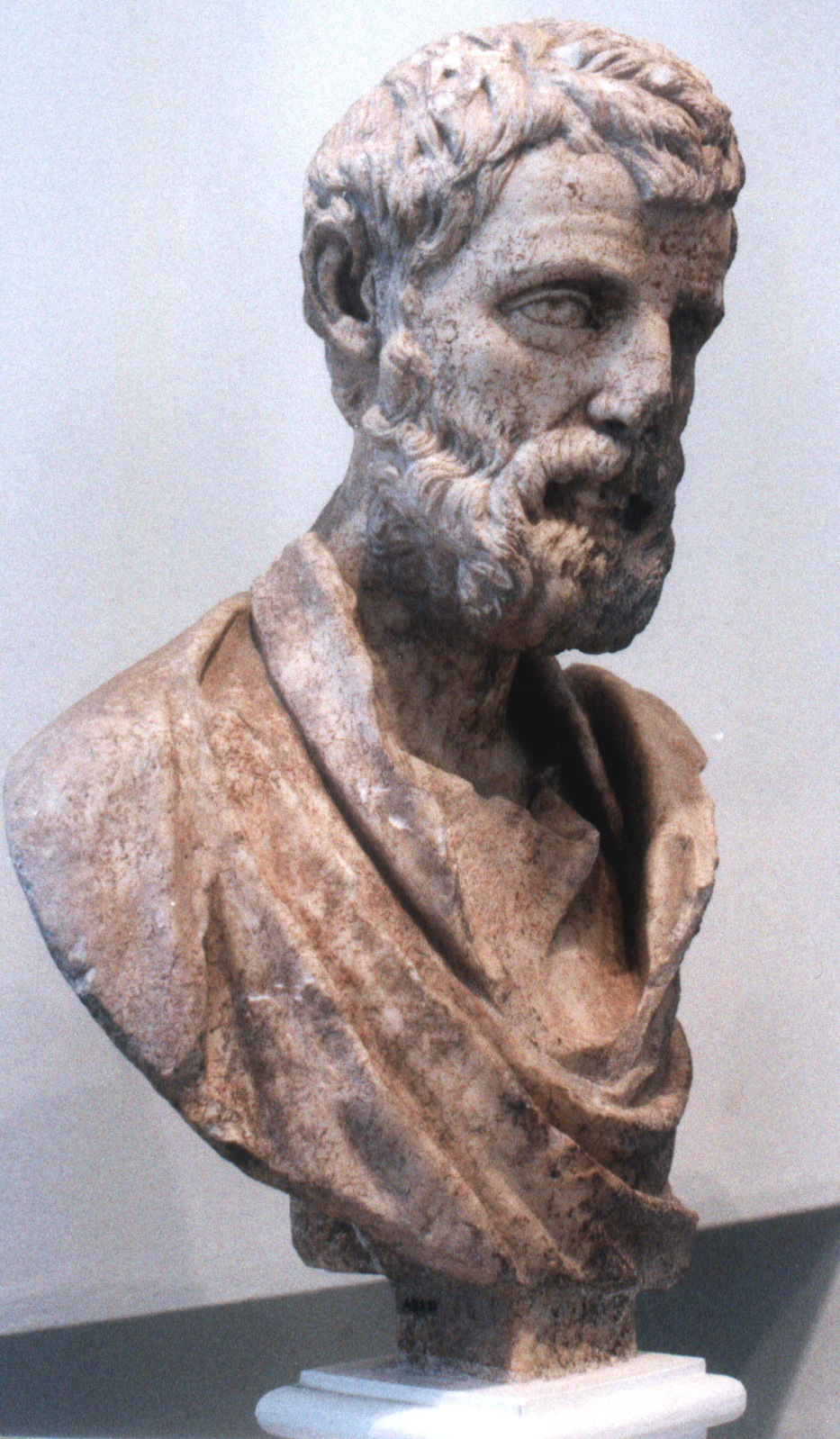
Herodes Atticus mellszobra az athéni Archeológiai Múzeumban

Herodes Atticus (teljes nevén Lucius Vibullius Hipparchus Tiberius Claudius Atticus Herodes; 101 – Marathón, kb. 177) görög-római szónok, politikus és mecénás. Athénben tanult és éppúgy öltözködött mint a Római Birodalomban számos más hivatalnok. Antoninus Pius császár uralkodása alatt, akivel egyébként sógorságba is került, lett 143-ban konzul. Egyike volt két későbbi császár, nevezetesen Marcus Aurelius és Lucius Verus tanítóinak.

## Élete
Herodes Atticus az apjától, Tiberius Claudius Atticus Herodestől nagy vagyont örökölt, ami állítólag egy kincsleletből származott. A vagyont számos alapítványa révén mindenekelőtt különböző helyeken emelt épületek létesítésére fordította. Athénben ő építette a Panathénaia Stadiont és az Akropolisz déli lejtőjén a később róla elnevezett Odeont. Olympiában vízvezetéket és egy mesés nimfaiont építtetett. Több épületet emeltetett Korinthoszban, Delphoiban, a kis-ázsiai Alexandria Troasban és más városokban.

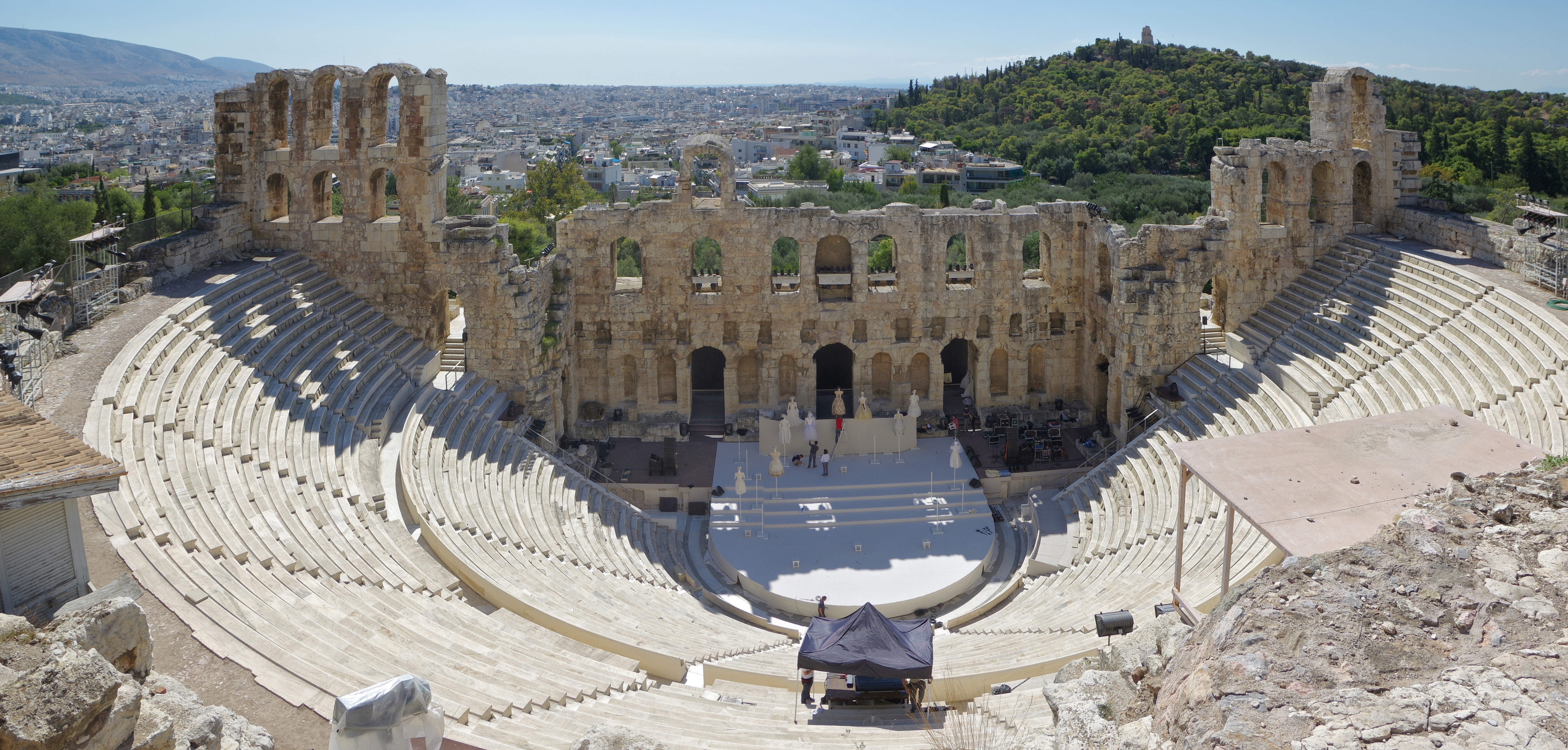
Herodes Atticus Odeonja Athénben

Herodes Atticus a magánéletben azonban nem volt ilyen szerencsés. Sok családtagja és barátja korán meghalt, közöttük a felesége Annia Regilla és a fia Regillus is, akiknek a halála miatt feljelentést is tettek ellene. Herodes Athén városával is jogvitába keveredett, amit végül Marcus Aurelius döntött el. Herodes egyik fia Tiberius Claudius Bradua Atticus volt.
Herodes Athénben retorikatanárként is tevékenykedett. Tanítványai közé tartozott Aulus Gellius és Aelius Aristides. Részt vett a platónikus filozófus, Taurus előadásain, aki egy filozófia iskolát vezetett és tanítványai közé számított Gellius is. Herodes a „második szofisztika” tipikus képviselője volt. Mint ilyent jellemezte őt az író, Philosztratosz az életrajzi gyűjteményében, ami a legfontosabb forrás Herodes Atticus életéről. Továbbá fennmaradt számos felirat, melyek említik a nevét.
Herodes Atticus neve szorosan összekapcsolódott a görög városok „parlamentjének”, a panhellenionnak a létrehozásával. Ő volt az első arkhón és hadbíró Panhelleniában 137-ben.
Herodes Atticusnak volt egy villája Attikában, Marathón közelében. A villa szobrai más archeológiai leletek mellett egy marathóni múzeumban vannak kiállítva. Egy másik nagy villája volt a mai Eva Dolianon-nál Arkádiában a Loukous kolostor közelében. Ezt a 20. század kilencvenes éveinek végén fedezték fel és még nincs teljesen feltárva.

## Művei
Néhány versen kívül csak egy beszéde, „Az államról” maradt fenn töredékesen. Ennek hitelessége is vita tárgya. Philosztratosz a beszédeken kívül, leveleket, naplókat és egy antológiát is Herodes Atticus műveként említ.

### Fordítás
- Ez a szócikk részben vagy egészben  a   Herodes Atticus című német Wikipédia-szócikk fordításán alapul.  Az eredeti cikk szerkesztőit annak laptörténete sorolja fel. Ez a jelzés csupán a megfogalmazás eredetét és a szerzői jogokat jelzi, nem szolgál a cikkben szereplő információk forrásmegjelöléseként.